# Marta Nieto
Marta Nieto (ur. 31 stycznia 1982 w Murcji) – hiszpańska aktorka filmowa i telewizyjna.
Nominowana do Europejskiej Nagrody Filmowej i Nagrody Goya dla najlepszej aktorki za tytułową kreację w filmie Matka (2019) w reżyserii Rodrigo Sorogoyena. Rola ta przyniosła jej również nagrodę aktorską w sekcji "Horyzonty" na 76. MFF w Wenecji.
Wystąpiła w takich filmach, jak m.in. Reguły sztuki (2004), Letni deszcz (2006), Podwójne espresso (2007), 8 randek (2008) czy Wróg doskonały (2020), w którym partnerował jej Tomasz Kot.
Prywatnie od 2008 jest żoną Rodrigo Sorogoyena, z którym ma syna Leóna.